# Теория самодетерминации
 Теория самодетерминации (англ. self-determination theory; SDT) — психологический подход к пониманию человеческой мотивации, личности и психологического благополучия, в частности, рассматривающий подробно проблематику внутренней и внешней мотивации. Авторами данной теории являются два американских психолога из Рочестерского университета — Эдвард Л. Деси и Ричард М. Райан. Определяют термин самодетерминации как способность индивида к осуществлению и переживанию выбора. Основные идеи подхода:
1. в основе внутренней мотивации лежат три базовые потребности, которые обеспечивают её естественное функционирование, а также способствуют психологическому благополучию личности;
2. существует несколько типов внешней мотивации, регулирующих поведение индивида, которые качественно отличаются друг от друга;
3. подчёркивается значимость социального контекста в эффективном функционировании индивида, а также в проявлении разных форм мотивации.

## Структура теории самодетерминации
На данный момент в теории самодетерминации выделяется 5 подтеорий:
1. теория когнитивной оценки (1975 г.)
2. теория организмической интеграции (1985 г.)
3. теория каузальных ориентаций (1985 г.)
4. теория базовых психологических потребностей (1995 г.)
5. теория содержания целей (2000 г.) (Goal Contents Theory/ GCT)

### Теория базовых психологических потребностей
Наиболее важной с теоретической и с практической точек зрения является подтеория о наличии трёх базовых потребностей. Желая противопоставить свои взгляды на мотивацию бихевиористским (если мотивация и существует, то она основана на подкреплении; то есть понятия внутренней мотивации не существует для представителей поведенческого подхода), и продолжая идеи А.Маслоу об иерархии человеческих потребностей, Деси и Райан сделали заключение о врождённости (т.е. изначальной их заданности у человека) трёх следующих психологических потребностей:
1. потребность в самодетерминации (или потребность в автономии), которая представляет собой стремление чувствовать себя  инициатором собственных действий, самостоятельно контролировать своё поведение.
2. потребность в компетентности, под которой подразумевается желание субъекта достичь определённых внутренних и внешних результатов, стремление быть эффективным в чём-либо.
3. потребность во взаимосвязи с другими людьми (relatedness need), которая обозначает стремление субъекта к установлению надёжных отношений, основанных на чувствах привязанности и принадлежности.

Постулируя важность удовлетворения потребностей в  самодетерминации и компетентности для внутренней мотивации, а также их взаимосвязь друг с другом, Деси и Райан ввели понятие самодетерминированной компетентности. С точки зрения представителей данной теории наиболее значимой для поддержания внутренней мотивации является потребность в самодетерминации, то есть её удовлетворение (восприятие собственных действий как самостоятельно выбранных и совершённых). Потребности в компетентности, взятой самой по себе не достаточно для поддержания высокого уровня внутренней мотивации, хотя она также важна. Потребность в связанности с другими является условием для благополучного становления и функционирования потребности в самодетерминации, что было продемонстрировано Р. Райаном в специальных исследованиях (дети, ощущающие связанность с близкими людьми, обладают высокоразвитым и высокоэффективным уровнем автономии).

### Теория когнитивной оценки
В данной мини-теории авторами утверждается, что различные события  внешней среды могут по-разному влиять на внутреннюю мотивацию. Главным образом это зависит от того, как субъект интерпретирует происходящее с точки зрения воздействия на локус каузальности и ощущения компетентности. В рамках указанной подтеории выделяются 3 основных положения:
1. Положение о роли потребности в автономии. Согласно данному положению, когда человек считает себя инициатором всего того, что он делает и свои действия он воспринимает как предпринятые по собственной воле, то это повышает уровень внутренней мотивации по отношению к осуществляемому виду деятельности. А события, вызывающие у индивида впечатления будто бы источником или первопричиной его деятельности являются некие внешние факторы, будут снижать уровень его внутренней мотивации к данному роду активности. Иначе говоря, в тех случаях, когда субъект понимает, что его действия контролируются кем-то извне, потребность в самодетерминации/автономии фрустрируется (угнетается), что в свою очередь негативно сказывается на внутренней мотивации. В качестве примера можно привести тактику преподавателей, когда для стимуляции студентов к учёбе, они говорят, что посещаемость будет учитываться при выставлении отметок, а студенты воспринимают эту акцию как манипулятивную попытку принудить их к посещению занятий. Другие примеры — контроль при помощи угрозы наказаний, или посредством денежного поощрения (премии), введения соревновательного контекста и т. д., воздействующие на ощущение автономии субъекта деятельности.
2. Положение о роли потребности в компетентности. Чем больше внешние факторы способствуют усилению переживания субъектом собственной компетентности, тем больше будет усиливаться внутренняя мотивация. Соответственно, в тех случаях, когда происходящее приводит к возникновению у индивида ощущений, что он не справляется с определённым видом деятельности, внутренняя мотивации к данному роду активности будет ослабевать. Так, например, позитивная обратная связь относительно успешно решённой задачи оптимального уровня сложности, будет усиливать чувство компетентности в данной области и тем самым усиливать внутреннюю мотивацию. Если же обратная связь негативна, даётся в непоследовательной манере или уровень сложности задач неадекватный (чересчур завышен, или наоборот чрезмерно занижен), то потребность в компетентности не будет удовлетворена, а значит, и уровень внутренней мотивации снизится.
3. Положение об анализе индивидом событий с точки зрения трёх функций:
  1. контролирующие события — любые внешние факторы, подрывающие у субъекта ощущение автономии, а к таковым относятся следующие:
    1. инструментальность одного вида деятельности относительно другого (осуществление одного вида активности выступает в качестве условия перехода к другому виду активности; например, «Сначала сделай уроки, а потом сможешь пойти гулять»);
    2. эксплицитность оценки деятельности, даже при условии того, что она положительна;
    3. упоминание, что осуществление определённой активности способствуют достижению чьих-то ещё целей.

  2. информирующие события — факторы, которые рассматриваются индивидом, как располагающие к осуществлению свободного выбора и предъявляющие информацию относительно степени эффективности его действий. Таковыми могут являться события, обладающие следующими характеристиками:
    1. предоставляют возможность выбора и исключают контроль, что удовлетворяет потребность в самодетерминации;
    2. предоставляют данные относительно успешности выполняемой активности оптимального уровня сложности;
    3. демонстрируют признание желаний и эмоций субъекта в случае, если факт осуществления определённой деятельности вступает в противовес с имеющимися у него стремлениями

  3. амотивирующие события — те факторы, которые не способны удовлетворить потребности индивида в автономии и компетентности в силу отсутствия в их содержании информации об успешности выполняемой деятельности. Воздействие такого рода факторов может привести к возникновению выученной беспомощности.

Одно и то же событие может быть воспринято индивидом по-разному. Именно смысл, который субъект придаёт происходящему, оказывает значительное воздействие на внутреннюю мотивацию, а не событие взятое само по себе. Так, например, похвала подчинённого со стороны начальника «Вы отлично работали в этом месяце», может быть интерпретирована самим подчинённым как информирующее событие, свидетельствующее о его компетентности и как контролирующее «Делаешь всё так, как я требую».

### Теория организмической интеграции
Внутренняя мотивация определяется Деси и Райаном как "врождённая характеристика человека, основанная на применении своих интересов и упражнении своих способностей, включающая в себя стремление к поиску и преодолению задач оптимального уровня сложности" (Deci, Ryan, 1985, с. 43). Основное внимание в теории уделяется изучению влияния на внутреннюю мотивацию таких факторов, как награды, внешние оценки, ограничения и стили межличностного взаимодействия.
В данной подтеории разбираются формы внешней мотивации, которые Деси и Райан представили в виде континуума. Также в рамках указанной мини-теории описываются факторы, мешающие или способствующие интеграции различных форм саморегуляции.
Деси и Райан выделили 4 типа внешней регуляции собственной деятельности:
1. уровень экстернальной регуляции — в данном случае поведение субъекта координируется посредством идущих извне угроз наказания или обещаний наград. Например, ребёнок стремится к учёбе «на отлично», чтобы получить в конце учебного года смартфон последней модели.
2. уровень интроецированной регуляции — в этом случае деятельность регулируется при помощи внешних требований или правил, которые стимулируют вести себя определённым образом. Отличительная особенность данного типа регуляции — частичная присвоенность этих требований или правил. Наличие чувств вины и стыда наиболее свойственны индивидам с данным типом регуляции. Например, школьник, объясняющий, зачем нужно хорошо учиться, отвечает: «Потому что хорошие дети должны вести себя так, а не иначе».
3. уровень идентифицированной регуляции — в данном случае индивид переживает наличие собственного выбора определённого вида активности одновременно с принятием внешних целей и ценностей, которые в прошлом координировали выполнение этой деятельности. Важным звеном в процессе принятия субъектом регуляции как собственной является механизм идентификации. На данном уровне дихотомия контролирующий - контролируемый снимается. В качестве примера можно привести ребёнка, который начинает убирать комнату по собственному желанию, руководствуясь при этом не убеждением «У хороших детей, всё должно быть аккуратно, в том числе и комната», а ценностью результата уборки (чистота и порядок).
4. уровень интегративной регуляции — в данном случае происходит обобщение и ассимиляция всех имеющихся идентификаций. По мнению Деси и Райана данный вид регуляции совместно с внутренней мотивацией составляют основу для развития автономной личности. Отличие указанной разновидности внешней мотивации от внутренней заключается в том, что в случае последней доминирующим побудителем субъекта к выполнению определённого вида активности является интерес и удовольствие от выполняемой деятельности, в то время как в случае первой такого не наблюдается. В качестве примера можно привести родителя, который расценивает себя и как контролёра по отношению к детям и как друга. Отсутствие противостояния между двумя тенденциями приводит к тому, что родители способны полноценно заботиться о своих детях, при этом осуществлять адекватный вид контроля.

Таким образом, упор в данной подтеории делается не на количество мотивации, а на её качество. Именно это показатель определяет благополучие индивида и степень его настойчивости при выполнении разных видов деятельности.

### Теория каузальных ориентаций
Согласно указанной мини-теории развитие личности с определённой каузальной ориентацией зависит от степени удовлетворения каждой из трёх базовых потребностей. Деси и Райан предложили три возможных варианта каузальных ориентаций:
1. автономная ориентация — возникает при систематическом удовлетворении всех трёх базовых потребностей.
2. контролируемая ориентация — развивается при подавлении потребности в автономии с удовлетворением потребностей в компетентности и связанности с другими.
3. безличная ориентация — развитие по данному типу происходит в случае фрустрации всех базовых потребностей.

### Теория содержания целей
Исследования в рамках данной подтеории проводились Тимом Кассером и Ричардом Райаном. Изучая долговременные жизненные цели, они выделили две категории целей:
1. цели, связанные с внешними ценностями, к которым относятся все базовые составляющие так называемой «американской мечты»:
  - финансовый успех;
  - привлекательная внешность;
  - слава, известность.
2. цели, связанные с внутренними ценностями, к которым относятся:
  - личностный рост;
  - построение близких межличностных отношений;
  - помощь другим людям и обществу в целом.

В результате проведённых исследований, удалось обнаружить наличие зависимости между доминирующей категорией ценностей и психологическим благополучием. Так, те индивиды, для которых первоочерёдным являются деньги, внешность и слава обладают значительно более низкими показателями психологического благополучия, чем те, кто стремится к достижению целей, относящихся к категории внутренних ценностей. Полученные результаты показали в очередной раз, что общество массового потребления, склоняющее граждан к зарабатыванию денег любой ценой, обрекает их тем самым на отчаяние и депрессию. Таким образом, согласно мнению исследователей, важно не только ставить долгосрочные цели, но также обращать внимание на их качественную природу.

## Практическое применение теории самодетерминации
Теория успешно применяется в самых различных областях - образовании, бизнесе, медицине, спорте, при построении эффективных детско-родительских отношений, отношений преподавателя и учащихся, взаимодействии врачей с пациентами, руководителей с подчинёнными, тренеров со спортсменами :

## Рекомендуемая литература
1. Deci, E., & Ryan, R. (Eds.), (2002). Handbook of self-determination research. Rochester, NY: University of Rochester Press.
2. Deci, E. L., & Ryan, R. M. (2000). The “what” and “why” of goal pursuits: Human needs and the self-determination of behavior. Psychological Inquiry, 11, 227-268.
3. Kasser, T., & Ryan, R. M. (1993). A dark side of the American dream: Correlates of financial success as a central life aspiration. Journal of Personality and Social Psychology, 65, 410–422.
4. http://www.selfdeterminationtheory.org/